# Prästungen
Prästungen är en självbiografisk roman av den svenske författaren Göran Tunström, utgiven på Albert Bonniers Förlag 1976.
I boken berättar Tunström om sin uppväxt som prästson på en prästgård i Värmland under 1940- och 1950-talen. Bibliska berättelser har en central roll i berättelsen.
Romanen är en av titlarna i boken Tusen svenska klassiker (2009).

## Utgåvor
- Tunström, Göran; Cronqvist Lena (1976). Prästungen: berättelse. Stockholm: Bonnier. Libris 8345055. ISBN 91-0-041135-3
- Tunström, Göran (1976) (på obestämt språk). Prästungen berättelse. Enskede: TPB. Libris 11531453
- Tunström, Göran; Cronqvist Lena (1978). Prästungen: berättelse. Bokklubben Svalan, 99-0120395-3 ([Ny utg.]). Stockholm: Bonnier. Libris 7145750. ISBN 91-0-043224-5
- Tunström, Göran; Cronqvist Lena (1980). Prästungen: berättelse. Delfinserien, 0346-6574 ; 666 ([Ny utg.]). Stockholm: Bonnier. Libris 7146379. ISBN 91-0-045064-2
- Tunström, Göran; Cronqvist Lena (1985). Prästungen: berättelse. Bonnier pocket, 99-0307595-2 ([Ny utg.]). Stockholm: Bonnier. Libris 7147039. ISBN 91-0-046526-7
- Tunström, Göran; Cronqvist Lena (1985) (på norska). Prestungen: en fortelling. [Oslo]: Cappelen. Libris 7170053. ISBN 82-02-09239-6
- Tunström, Göran; Cronqvist Lena (1991) (på danska). Præsteungen: fortælling. København: Samleren. Libris 7353957. ISBN 87-568-1043-1
- Tunström, Göran; Cronqvist Lena (1996). Prästungen: berättelse. Storstilsbiblioteket, 99-0171405-2 ; 311 (Storstilsutg.). [Baambrugge]: [Grote letter bibliotheek] i samarbete med Bonnier, Stockholm. Libris 7395947. ISBN 90-364-8311-5
- Tunström, Göran; Cronqvist Lena (2000). Prästungen: berättelse. Bonnier pocket, 99-0307595-2 (2. pocketutg.). Stockholm: Bonnier. Libris 7150604. ISBN 91-0-057537-2
- Tunström, Göran. (2003). Prästungen berättelse /. Enskede: TPB. Libris 11513316
- Tunström, Göran (2012). Prästungen. Albert Bonniers Förlag. Libris 13484292. ISBN 978-91-43-50653-2

### Fotnoter
1. ↑  ”Prästungen”. Libris.kb.se. http://libris.kb.se/hitlist?q=G%C3%B6ran+Tunstr%C3%B6m+Pr%C3%A4stungen&r=&f=simp&t=v&s=rc&g=&m=25. Läst 3 februari 2013.
2. 1 2  Gradvall et al 2009, nr. 453